# Defensiepas
De defensiepas is een contactloze chipkaart welke toegang geeft tot Nederlandse defensieterreinen en systemen. De invoering van deze pas binnen het ministerie is op 23 september 2008 gestart met de officiële uitreiking van de eerste defensiepas door de secretaris-generaal Ton Annink.
Tevens kan de medewerker dezelfde pas ook gebruiken voor de toegang tot ICT-systemen. De PKI-functionaliteit van de pas wordt, naast authenticatie, gebruikt om documenten rechtsgeldig te ondertekenen en deze veilig per e-mail te verzenden.

## Invoering
De defensiepas verving de Multifunctionele Smartcard (MFSC), welke was voorzien van de Mifare Classic van NXP. In maart 2008 slaagde de Digital Security Research Group van de Radboud Universiteit in Nijmegen erin deze chip te klonen en aan te passen. Hierdoor was het mogelijk om met een gekloonde kaart toegang te krijgen tot gebouwen en kazernes, maar ook tot wapendepots.
De defensiepas werd uitgereikt aan meer dan 70.000 medewerkers en werd ingevoerd op meer dan 800 locaties in binnen- en buitenland. In 2007 won dit project de Computable Award voor het beste ICT-project.